# سلی (کارولینای جنوبی)
سلی (به انگلیسی: Salley) شهری در ایالت کارولینای جنوبی کشور ایالات متحده آمریکا است که جمعیت آن در سرشماری سال ۲۰۱۰ میلادی، ۳۹۸ نفر بوده‌است.